# Ignacy Dąbrowski
Ignacy Dąbrowski, né le 21 avril 1869 à Varsovie et mort le 4 février 1932 dans la même ville, est un romancier polonais et enseignant. Il est l'époux de Maria Gerson-Dąbrowska.

## Biographie
Ignacy Dąbrowski naît le 21 avril 1869 à Varsovie. Il est le fils d'Ignacego (greffier au bureau du magistrat) et d'Anieli née Nowickiej. Il a des sœurs. Il étudie au deuxième gymnasium de Varsovie et quitte l'école après la sixième année en 1887 à cause de la tuberculose (il a une hémorragie pulmonaire). Il est soigné à Krynica, où il commence à écrire son premier roman, Śmierć et il le termine à Poczekajka. Le roman est publié en 1892 dans la bibliothèque de Varsovie et reçoit un accueil enthousiaste de la part de la critique, apportant à l'auteur la célébrité.
Après sa guérison, il travaille comme professeur privé dans les maisons des propriétaires terriens, notamment à Ruda Malenicka, pour subvenir à ses besoins. En 1893, son deuxième ouvrage est publié dans le Kurier Warszawski sous le titre Felka. Deux ans plus tard, Sonaty cierpienia (Les sonates de la souffrance) ont été publiées. À cette époque, déjà un écrivain établi, il reçoit une commande de Tygodnik Ilustrowany pour un ouvrage en deux volumes intitulé Mistrz (Maître), mais après en avoir écrit environ la moitié, il ressent une impuissance créatrice, ce qui l'amène à détruire le manuscrit existant et à rompre le contrat avec l'éditeur. Par la suite, il ne publie que des romans épisodiques, se retirant en même temps dans l'ombre du milieu qui l'avait rendu célèbre et acclamé.
Entre 1894 et 1897, il vit à Łódź, puis à Paris pendant une demi-année. Il visite la Suisse et l'Italie, où il doit retourner plusieurs fois. En 1898, il s'installe à Varsovie, où il vit le reste de sa vie. En 1903, il épouse Maria Gerson (1869-1942). Abandonnant le travail actif d'écriture, il s'engage dans un travail pédagogique. À partir de 1898, il enseigne la géographie et l'histoire dans les écoles secondaires masculines et féminines de Varsovie, et dans les années 1905-1907 également dans les écoles de la Société polonaise d'éducation (Polska Macierzy Szkolna). En 1907, en tant que Polonais, il est privé du droit d'enseigner les matières scolaires susmentionnées. Il retourne à l'enseignement pendant la première guerre mondiale. En 1915-1919, il est membre du conseil d'administration de la Société des écrivains et journalistes polonais et, en 1919, il en est le président. Il  continue à travailler en tant qu'enseignant après que la Pologne ait retrouvé son indépendance. À partir de 1920, il enseigne à plein temps au lycée Władysław IV de Praga jusqu'à sa retraite. Jusqu'à la fin de sa vie, il publie ses œuvres de façon sporadique. Sa dernière œuvre prévue est une trilogie intitulée Matka, dont la première partie est parue dans le Kuriera Warszawskiego.
Ignacy Dąbrowski meurt le 4 février 1932 à Varsovie, à l'âge de 62 ans, des suites d'une longue maladie,. Il est inhumé au cimetière Powązki de Varsovie après un service funèbre à l'église Sainte-Croix le 10 février 1932 (parcelle 39, rangée 4, place 17/18),. Le portrait d'Ignacy Dabrowski sur le monument funéraire est réalisé par sa femme, la sculptrice Maria Gerson.

## Publications
- Śmierć: studyum (La Mort)(1892)
  - Warszawa: T. Paprocki, 1893
  - Śmierć: studyum. Warszawa: Nakładem Jana Fiszera, 1900 (Pisma Ignacego Dąbrowskiego Tom 1)
  - wyd. IV. Warszawa: Trzaska, Ewert, Michalski, 1921
  - Kraków: Wydawnictwo Literackie, 1959
  - Kraków: Towarzystwo Autorów i Wydawców Prac Naukowych „Universitas”, 2001  (ISBN 83-7052-625-X)
  - tłum. Raphael Löwenfeld Der Tod. R. Schottlander, 1896
  - tłum. Moritz Urstein. Der Tod. Schwetschke u. Sohn, Braunschweig 1896
  - tłum. L. Gorbaczewski. Petersburg, 1894 (Смерть = (Smierc): Этюд / Пер. с пол. Л.И. Горбачевский; Игнатий Домбровский. Санкт-Петербург: С.А. Корнатовский, 1894)
  - tłum. K. Przewaliński. Petersburg, 1908 (Смерть: [Этюд] / Игнатий Домбровский; Авториз. пер. с пол. К.И. Пржевалинского; С предисл. А. Немоевского. Санкт-Петербург: Н. Глаголев, [1908])
  - tłum. Duchoslav Panýrek. Smrt. Praga, 1913
- Felka (1893)
  - Warszawa: T. Paprocki, 1894
  - wyd. 2. Warszawa: J. Fiszer, 1900. (Pisma Ignacego Dąbrowskiego; t. 2)
  - Londyn: "Wiadomości", 1957
  - Kraków: Wydawnictwo Literackie, 1959
- Nowele (1899)
  - nakł. Jana Fiszera, 1900
- Chwila była przedwieczorna: wrażenia. Warszawa: Jan Fiszer, 1903
- Czekam cię!: opowiadanie. Poznań: B. Milski, 1903
- Samotna; Stara matka; Niepotrzebny. Nakł. Gebethnera i Wolffa, 1912
- Zmierzchy: powieść. Warszawa: J. Fiszer, 1914
- Matki: powieść współczesna . Warszawa: „Bibljoteka Polska”, 1923
- Krwawa księga czyli Przekleństwo życia. Cz. 4, Czy prof. Ostoja istotnie jest Wieszczem i Wodzem narodu? Warszawa: W. Olszański, [1929]